# Helmut Rahner
Helmut Rahner (* 29. März 1971 in Weingarts) ist ein deutscher ehemaliger Fußballspieler.

## Karriere
Seine Karriere begann der 1,81 m große Abwehrspieler, auch bekannt als Helmut „Alu“ Rahner, bei seinem Heimatverein DJK Weingarts in der Jugendmannschaft.
Über die B- und A-Jugendmannschaften des 1. FC Nürnberg kam er 1990 als Nachwuchshoffnung zu Blau-Weiß 90 Berlin. Nur ein Jahr später folgte der Wechsel zu Bayer 05 Uerdingen, wohin er gemeinsam mit Thomas Adler und Alexander Kutschera transferiert wurde. Mit diesem Verein stieg Rahner in die erste Bundesliga auf. In den nächsten Jahren entwickelte er sich unter Trainer Friedhelm Funkel zum Stammspieler in der Innenverteidigung. Bekannt war Rahner für seine harte, rustikale Spielweise, die er selbst als „ehrliche Arbeit“ bezeichnete. In Krefeld geraten die Fans auch heute noch ins Schwärmen, wenn von „Helle“ Rahner gesprochen wird. 1993 nahm Rahner an der Militär-Weltmeisterschaft in Marokko mit der Bundeswehr-Nationalmannschaft teil, die den dritten Rang belegte.
1996/97 wechselte er während der Saison nach Schottland zum FC Kilmarnock und spielte für kurze Zeit in Italien bei Reggina Calcio. Es blieb jedoch bei diesen zwei kurzen Auslands-Intermezzi und Helmut Rahner setzte seine Karriere beim 1. FC Nürnberg, bei Preußen Münster und Rot-Weiss Essen fort. Aufgrund verschiedener Sportverletzungen und einer bakteriellen Infektion am Sprunggelenk infolge einer Operation musste er seine aktive Karriere im Jahr 2003 beenden und wurde Sportinvalide. Von 2004 bis Juni 2012 war Rahner im Trainerstab des 1. FC Nürnberg im Jugendbereich für die A- und B-Jugend tätig.
Zur Saison 2013/14 übernahm Rahner das Traineramt beim Landesligisten TSV Nürnberg-Buch, das er bis 2016 innehatte. Seit 2017 trainiert der Fußballlehrer den SV Schwaig mit dem Rahner in der Saison 2018/2019 in die Landesliga als Meister der Bezirksliga Nord aufgestiegen ist. Im November 2017 wäre Helmut Rahner fast als Sportlicher Leiter des Nachwuchsleistungszentrums der Würzburger Kickers eingestiegen, trat von seinem Posten aber wenige Wochen danach wieder zurück.